# Europejska Nagroda Muzyczna MTV dla najlepszego czeskiego i słowackiego wykonawcy
Europejska Nagroda Muzyczna MTV dla najlepszego czeskiego i słowackiego wykonawcy – nagroda przyznawana przez redakcję MTV Czech podczas corocznego rozdania MTV Europe Music Awards. Nagroda dla najlepszego czeskiego i słowackiego wykonawcy po raz pierwszy została przyznana w 2010 r. O zwycięstwie decydują widzowie za pomocą głosowania internetowego i telefonicznego (smsowego).

## Laureaci oraz nominowani do nagrody MTV
| Rok  | Laureat            | Nominowani                                                               |
| ---- | ------------------ | ------------------------------------------------------------------------ |
| 2010 | Charlie Straight   | - Ewa Farna - Aneta Langerová - Rytmus - Marek Ztracený                  |
| 2011 | Charlie Straight   | - Ben Cristovao - Debbi - PSH - Rytmus                                   |
| 2012 | Majk Spirit        | - Ben Cristovao - Sunshine - Mandrage - Celeste Buckingham               |
| 2013 | Celeste Buckingham | - Ben Cristovao - Charlie Straight - Ektor & DJ Wich - Peter Bič Project |